# Ниси (Хиросима)
Ниси (яп. 西区 Ниси-ку, [nʲiɕi̥ ku]; «Западный район») — район города Хиросима префектуры Хиросима в Японии. По состоянию на 1 октября 2007 площадь района составляла 35,67 км². По состоянию на 1 июня 2011 население района составило 187 956 человек.

## Символы района
Эмблема Ниси — стилизованное изображение плана района, по центру которого протекает река Ота, и знака латинского алфавита W, начальной буквы слова WEST (запад), которое ассоциируется с названием района.
Флаг Ниси — полотнище белого цвета, стороны которого соотносятся как 2 к 3. В центре полотнища размещена эмблема района синего цвета. Синяя и белая краски символизируют «богатые и прозрачные воды» и «мир и чистоту».

## Общие сведения
Район Ниси находится в южной части Хиросимы, в дельте реки Ота. К западу от него протекает река Тэмман, а на востоке — река Яхата. Юг района омывается водами Хиросимского залива Внутреннего Японского моря.
Главной водной артерией Ниси является дренажный канал реки Ота, пролегающий в центральной части района. С запада на восток его пересекают национальная автострада № 2, железнодорожная линия компании JR West и пути трамвая Хиросимы в направлении Миядзимы. На севере проходят национальная автострада № 54 и линия электричек Кабэ компании JR West.
Восточная часть района расположена в дельте Оты. Тут перемешаны жилые дома, магазины, предприятия и заводы. Западные области холмистые, имеют красивые виды и являются большим жилым массивом. На западе Ниси также находится городской коммерческий центр, крупнейшим учреждением которого является Центральный оптовый рынок. Он играет роль «хиросимской кухни».
Ниси — важный транспортный район города. Здесь расположены крупные станции Ёкогава и Ниси-Хиросима компании JR West и городской Западный хиросимский аэропорт.
В районе существует немало парков, крупнейшими из которых являются Митаки и Рюо. На территории последних находится старинный буддистский храм Митаки-дэра.